# Stone–Campbells reformationsrörelse
Stone–Campbells reformationsrörelse, eller ibland bara Reformationsrörelsen, är en kristen antitrinitarisk rörelse som uppstod i USA under den Andra stora väckelsen i början av 1800-talet. Thomas Campbell och hans son Alexander Campbell hörde, liksom Walter Scott och Barton W Stone, till de ledande företrädarna för denna rörelse. De och andra kristna ledare, från olika trossamfund, sökte återupprätta den nytestamentliga urkristendomen och fann, var för sig, att olika lärosatser inom deras egna kyrkor saknade biblisk grund, däribland Treenighetsläran och läran om inkarnationen.
En viktig milstolpe i rörelsens historia var Kentucky Cane Ridge-väckelsen 1801, som resulterade i att många kristna från olika trossamfund slutade kalla sig ”baptister”, ”metodister”, ”kongregationalister” och så vidare. Man betecknade endast sig själva som ”kristna” eller ”lärjungar”. Enskilda församlingar bröt också med respektive modersamfund och slopade sitt gamla namn, för att istället kalla sig ”Kristi Församling”, ”Kristi Kyrka” eller ”Kristi Lärjungar”. Dessa namn användes från början utan åtskillnad, slumpmässigt av olika lokala församlingar men kom så småningom, på grund av framväxande läroskillnader, att beteckna olika trossamfund. ”I det avgörande – enighet, i det icke avgörande – frihet, i allt – nästakärlek” var ett ofta använt citat från denna tid.
Man ansåg ofta att de etablerade kyrkosamfunden var ett resultat av avfall från Nya Testamentets lära och tog avstånd från kyrkomöten, trosbekännelser och kyrkofäder som teologisk grund. ”Skriften allena” var det som gällde som sanningskälla men man hävdade samtidigt stor respekt för olika tolkning rörande icke grundläggande lärofrågor. En av dessa ”icke avgörande” frågor som skilde olika församlingar åt, var synen på användandet av instrumentalmusik. De församlingar som valde att sjunga a cappella kom efterhand att använda namnet Kristi församlingar medan de som använde musikistrument under gudstjänsterna istället använde namn som Kristi Lärjungar eller Kristi kyrka..
Efter hand kom flera av de grupper som uppstod att gå samman och 1832 gick två av de största, ledda av Barton W Stone och Alexander Campbell, ihop. Därav namnet ”Stone–Campbells reformationsrörelse” – ett namn som flera historiker använt som beteckning för rörelsen, men som inte används av anhängarna själva.  Efter Stones död 1844 blev Alexander Campbell den ledande talesmannen.
De två största kyrkorna sprungna ur denna rörelse har idag tillsammans drygt 4 miljoner medlemmar enbart i USA.

## Moderna avläggare
- Kristi Lärjungar
- Kristi församlingar
- The churches of Christ
- Independent Christian Churches/Churches of Christ
- Kristi Församlingar i Australien
- International Churches of Christ
- The United Reformed Church in the United Kingdom
- The Fellowship of Churches of Christ in the United Kingdom
- The Associated Churches of Christ in New Zealand